# Milán-San Remo 1953
La Milán-San Remo 1953 fue la 44.ª edición de la Milán-San Remo. La carrera se disputó el 19 de marzo de 1953, siendo el vencedor final el Italiano Loretto Petrucci, que se impuso en el sprint a sus cinco compañeros de fuga.
215 ciclistas tomaron parte, acabando 114 de ellos. Por primera vez en la historia, se superaron los 40 km/h de media. 

## Clasificación final
| Posición | Ciclista         | Equipo          | Tiempo     |
| -------- | ---------------- | --------------- | ---------- |
| 1        | Loretto Petrucci | Bianchi-Pirelli | 6h 59' 20" |
| 2        | Giuseppe Minardi | Legnano         | m. t.      |
| 3        | Valère Ollivier  | Thompson        | m. t.      |
| 4        | Germain Derijcke | Welter          | m. t.      |
| 5        | Nino Defilippis  | Legnano         | m. t.      |
| 6        | Raymond Impanis  | Garin           | m. t.      |
| 7        | Jean Robic       | Terrot          | + 21"      |
| 8        | Roger Walkowiak  | Peugeot-Dunlop  | m. t.      |
| 9        | Fausto Coppi     | Bianchi-Pirelli | + 1' 05"   |
| 10       | Ferdinand Kübler | Tebag           | + 1' 09"   |